# 汪良臣
汪良臣（1231年—1281年），元朝巩昌府盐川镇（今甘肃省漳县）人，汪世显之子。
随兄长汪德臣出征。1253年，汪良臣为元帅，率部屯田白水。1258年，回到巩昌府，办理军需。1260年，在甘州耀碑谷击败阿里不哥，杀死阿蓝答儿，权便宜都元帅。1261年，灭火里，同佥便宜都总帅。后任征南都元帅、东川副统军、枢密使副使。1274年，率军攻打南宋嘉定府（今四川省乐山市）。1276年，击败宋朝将领杨立。1278年，击败张钰，为四川行省左丞。1281年去世，长子汪惟勤。

## 延伸阅读
[在维基数据编辑]
 《新元史/卷142》，出自柯劭忞《新元史》